# Массовые расстрелы в Кралеве и Крагуеваце
Массовые расстрелы в Кралеве и Крагуеваце (нем. Massaker von Kraljevo und Kragujevac, серб. Масакр у Краљеву и Крагујевцу), также Крагуевацкий октябрь (серб. Крагујевачки октобар) — военные преступления германского вермахта, совершённые во время оккупации Югославии в октябре 1941. При этих наиболее крупных, но далеко не единственных массовых казнях, были расстреляны свыше 7000 заложников, взятых из мирного населения.

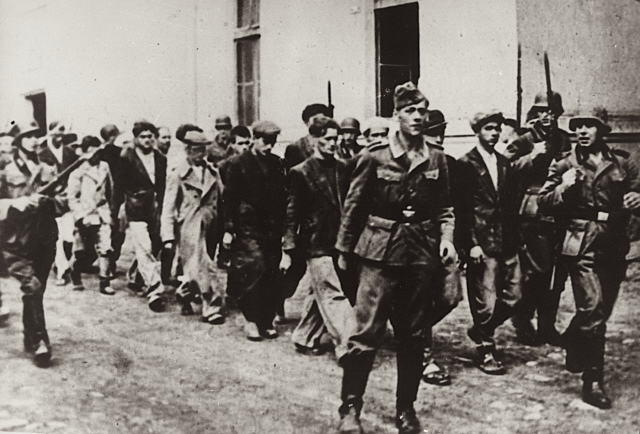
Немцы ведут жителей Крагуеваца на казнь, 21 октября 1941 года

## Предыстория
В результате поражения в Апрельской войне территория Югославии была разделена между Германией, Италией, Венгрией и Болгарией. Осенью 1941 года в оккупированной немцами Сербии ширилась борьба партизан и четников против нацистских захватчиков. 10 октября командующий немецкими войсками в Сербии генерал Франц Бёме отдал приказ расстреливать за каждого убитого немецкого солдата по 100 заложников, за каждого раненого — 50.

## Расстрелы в Кралеве
13 октября партизанам удалось окружить город Кралево и расположенные здесь части 717-й пехотной дивизии. В ответ немцы взяли в заложники многочисленных жителей города. Через два дня партизаны продолжили штурм города, с трудом отбитый немецкими войсками. Вечером 15 октября в городе снова стреляли, после чего нацисты казнили 300 сербских заложников. На следующий день немцы начали масштабную акцию возмездия за потери, понесённые во время боёв с партизанами. Для этого солдаты 717-й пехотной дивизии согнали всё мужское население города в возрасте от 14 до 60 лет во двор вагонной фабрики. Эти люди стали первыми жертвами массовых расстрелов. В докладе было отмечено, что за потери 15 октября были расстреляны 1736 мужчин и 19 женщин. Бёме похвалил исполнителей данной акции и завершил свой приказ от 20 октября 1941 года словами: «Вперед, к новым делам» (нем. Vorwärts zu neuen Taten). Людей расстреливали из пулемётов и зарывали в общих могилах. Казни продолжались 10 дней, в течение которых таким образом были убиты минимум от четырёх до пяти тысяч человек. По югославским данным, в Кралеве и окрестностях жертвами расстрелов стали от семи до восьми тысяч человек.

## Расстрелы в Крагуеваце

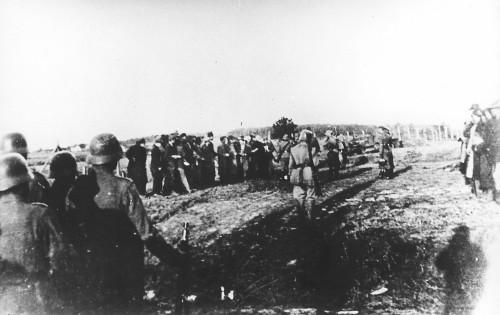
Сербские заложники из Крагуеваца перед расстрелом, 21 октября 1941 года

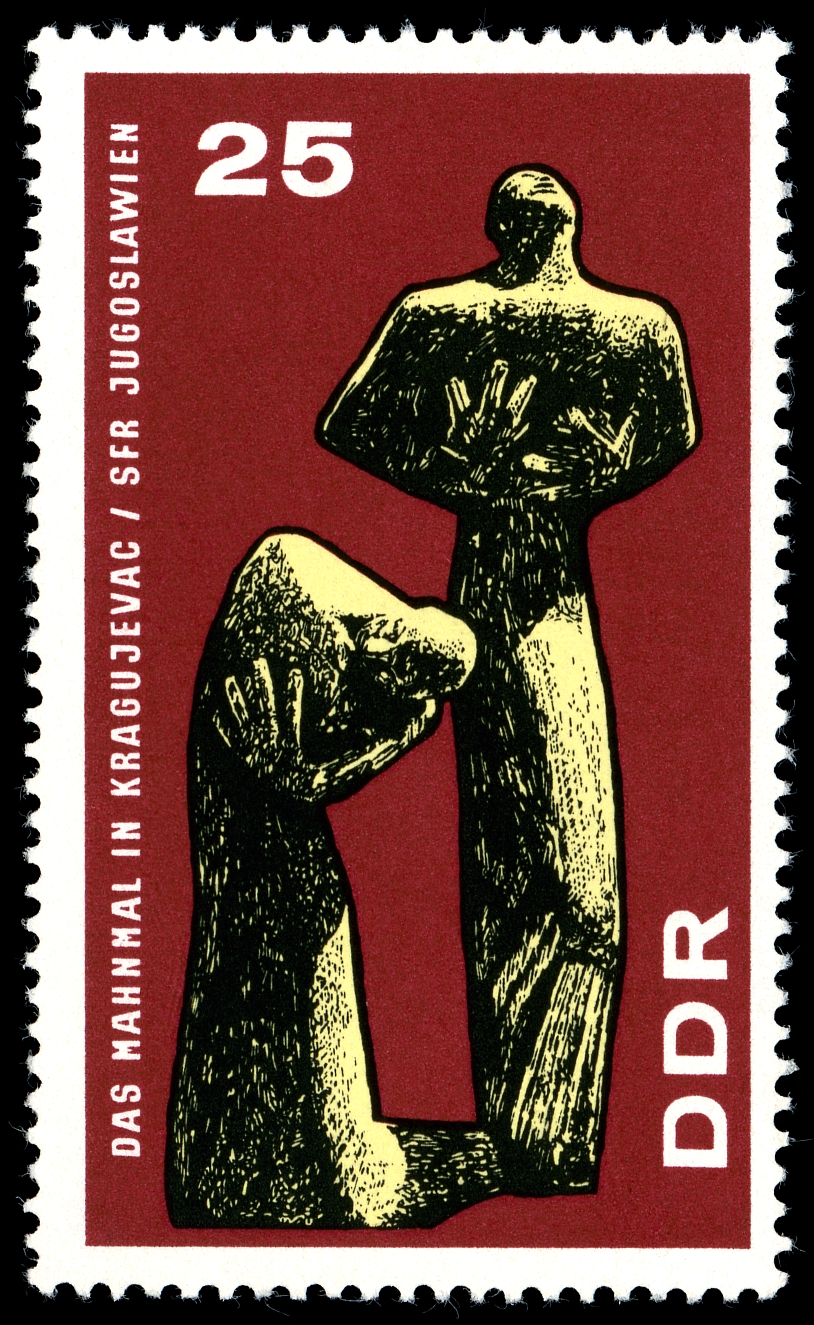
Почтовая марка ГДР, посвящённая жертвам массовых расстрелов в Кралеве и Крагуеваце. 1965

Схожим образом вермахт действовал в расположенном севернее Крагуеваце. Вблизи города при стычке с партизанами были убиты 10 немецких солдат и ранены 26. В ответ 749-й и 727-й пехотные полки под командованием майора Пауля Кёнига согнали без разбора сербских мирных жителей, мужчин и юношей, целые школьные классы вместе с их учителями. Всех заложников в количестве 2323 человек расстреляли недалеко от города.
В целом между апрелем и декабрём 1941 года только в Сербии немцами были расстреляны до 30 тысяч мирных жителей в качестве мер по борьбе с партизанами. По оценкам историков, за период оккупации Югославии вермахтом было убито около 80 тысяч заложников.